# Estación de Pola de Lena
Estación de Pola de Lena vasútállomás Spanyolországban, Lena településen.

## Vasútvonalak
Az állomást az alábbi vasútvonalak érintik:
- Venta de Baños-Gijón-vasútvonal

## Kapcsolódó állomások
A vasútállomáshoz az alábbi állomások vannak a legközelebb:
- Estación de La Cobertoria (Estación de Venta de Baños, Venta de Baños-Gijón-vasútvonal)